# Михайлов, Александр Михайлович (полковник)
Александр Михайлович Михайлов (26 ноября 1895 года, дер. Большая Оболонная, Ржевский уезд, Тверская губерния — 31 мая 1962 года, Адлер, Краснодарский край) — советский военный деятель, полковник (1940 год).

## Начальная биография
Александр Михайлович Михайлов родился 26 ноября 1895 года в деревне Большая Оболонная Ржевского уезда Тверской губернии.
Работал старшим подмастерьем повара в Петербургском политехническом институте.

## Военная служба

### Первая мировая и гражданская войны
В мае 1915 года призван в ряды Русской императорской армии и направлен рядовым в Тверской запасной полк, а в июне переведён в 16-й Сибирский запасной батальон, дислоцированный в Канске, где после окончания учебной команды с марта 1916 года в чине ефрейтора и младшего унтер-офицера служил на должности командира отделения.
В марте 1917 года Михайлов направлен в Могилёвский 26-й пехотный полк (7-я пехотная дивизия), где после назначения на должность командира отделения принимал участие в боевых действиях на Румынском фронте.
В феврале 1918 года демобилизован из рядов армии, после чего вернулся на родину, где работал председателем кооперативного общества в селе Молодой Туд, в июне был выбран членом трибунала Ржевского губернского совета, а в октябре назначен инспектором всевобуча Молодотудского волостного военкомата.
В марте 1919 года призван в ряды РККА и направлен красноармейцем в 5-й Московский стрелковый полк, который после передислокации в Камышин был преобразован в 301-й Камышинский. В июне А. М. Михайлов заболел тифом, после чего лечился в Саратове. После выздоровления в октябре назначен на должность командира отделения в составе 38-го стрелкового батальона (Юго-Восточный фронт), а в апреле 1920 года — на должность командира взвода. В мае батальон был преобразован в 3-й Донской полк и включён в состав 1-й Донской дивизии, а Михайлов назначен на должность начальника комендантской команды, после чего принимал участие в боевых действиях на территории Донской области, в ликвидации десанта под командованием генерала С. Г. Улагая.
В ноябре 1920 года назначен на должность командира роты в составе 279-го стрелкового полка (93-я бригада, 31-я стрелковая дивизия), после чего принимал участие в боевых действиях в ходе Советизации Грузии и против бандформирований на территории Кубани и в районе Дербента. В июне 1922 года полк был преобразован в 39-й стрелковый и включён в состав 13-й стрелковой дивизии.

### Межвоенное время
В октябре 1923 года направлен на учёбу на повторные курсы усовершенствования среднего комначсостава Северокавказского военного округа, после окончания которых в июле 1924 года вернулся в полк, где назначен на должность начальника полковой школы.
В период с марта по апрель 1925 года Михайлов выдержал экстерном экзамен при Владикавказской пехотной школе и затем направлен на учёбу на отделение войсковой маскировки при инженерных курсах усовершенствования командного состава в Москве, после окончания которого в августе того же года вернулся в 39-й стрелковый полк, где служил на должностях командира батальона и начальника полковой школы.
В период с октября 1927 по август 1928 года учился на курсах «Выстрел», а с февраля по июнь 1932 года — на бронехимических курсах усовершенствования командного состава при курсах «Выстрел», после чего служил на должности помощника командира по хозяйственной части 39-го стрелкового полка.
В феврале 1934 года назначен на должность помощника командира по хозяйственной части 9-го стрелкового колхозного полка в составе 3-й колхозной дивизии, в сентябре 1936 года — на эту же должность в составе 6-го Хабаровского стрелкового полка ОКДВА, а в августе 1937 года — на должность командира 274-го стрелкового полка в составе 92-й стрелковой дивизии (1-я Отдельная Краснознамённая армия).
В период с декабря 1937 по август 1938 года повторно учился на курсах «Выстрел».

### Великая Отечественная война
В октябре 1941 года назначен на должность командира 208-й стрелковой дивизии (25-я армия, Дальневосточный фронт), 21 февраля 1942 года — на должность начальника Шкотовского военно-пехотного училища, а 14 июля — на должность заместителя командира 66-й стрелковой дивизии (35-я армия, Дальневосточный фронт).
В июне 1943 года полковник Михайлов направлен на учёбу на ускоренный курс при Высшей военной академии имени К. Е. Ворошилова, после окончания которого 25 февраля 1944 года назначен на должность командира 45-й стрелковой дивизии (26-я армия), которая вела оборонительные боевые действия на кестеньгском направлении. 5 июля снят с занимаемой должности, находился в распоряжении Военного совета Карельского фронта и затем назначен на должность заместителя командира 176-й стрелковой дивизии, которая вскоре принимала участие в боевых действиях на масельском направлении в ходе Свирско-Петрозаводской наступательной операции, во время которой вышла на советско-финскую границу на участке Лонгонвара — Лутиккавара.
В ноябре 1944 года дивизия была передислоцирована и включена в состав 36-го стрелкового корпуса, после чего принимала участие в боевых действиях в ходе Восточно-Прусской, Берлинской и Пражской наступательных операций.

### Послевоенная карьера
С расформированием дивизии с июня 1945 года полковник Александр Михайлович Михайлов находился в распоряжении Военного совета Центральной группы войск и Главного управления кадров. 15 января 1946 года вышел в запас. Умер 31 мая 1962 года в Адлере Краснодарского края.

## Награды
- Орден Ленина (21.02.1945);
- Три ордена Красного Знамени (03.11.1944, 06.02.1944, 19.09.1945);
- Медали;
- Орден Белого льва V степени (ЧССР, 1945)[2].